# Theodor Gomperz
Theodor Gomperz (Brno, 29 marzo 1832 – Baden, 29 agosto 1912) è stato uno storico e filosofo austriaco che ha concentrato i suoi interessi sul pensiero ellenico antico. Imbevuto di cultura illuministica ed empiristica ha introdotto un nuovo metodo anti-idealistico nell'esegesi del pensiero antico.  La sua monumentale storia della filosofia greca è un'opera fondamentale, perché si colloca in un filone storiografico filo-scientifico e anti-idealistico trascurato e messo in ombra, soprattutto in Italia. La sua opera è stata riscoperta e valorizzata in Italia da Giovanni Reale.
Convinto sostenitore di un razionalismo laicista, avendo in John Stuart Mill il suo modello filosofico-scientifico, Gomperz opera un'analisi rigorosa e testuale del pensiero greco. Il risultato è un sistematico e acuto ridimensionamento di molti miti della storiografia convenzionale. Tra le sue più importanti rivisitazioni vanno collocate quelle relative al pensiero di Platone e a quello di Aristotele.

## Opere
- Pensatori greci, 4 voll., 1893-1909